# ابوعمرو شیبانی
ابوعمرو اسحاق بن مِرار شیبانی (۷۱۸–۸۲۱م) زبان‌شناس، شاعر و نویسندهٔ عراقی در سدهٔ دوم هجری بود. او در ابتدار آموزگار کودکان بنی‌شیبان در رمادهٔ کوفه بود. مدتی ساکن بغدادش شد و در زبان‌شناسی از مذهب کوفی پیروی می‌کرد. «کتاب الخیل»، «کتاب اللغات»، «کتاب النوادر الکبیر»، «کتاب غریب الحدیث»، «کتاب خلق الانسان»، «کتاب الإبِل»، «کتاب النحلة» از آثار اوست. حدود هشتاد مجموعه از اشعار قبایل را گردآورد و در مسجد کوفه نهاد.